# Lista de singles número um na UK R&B Chart em 2009

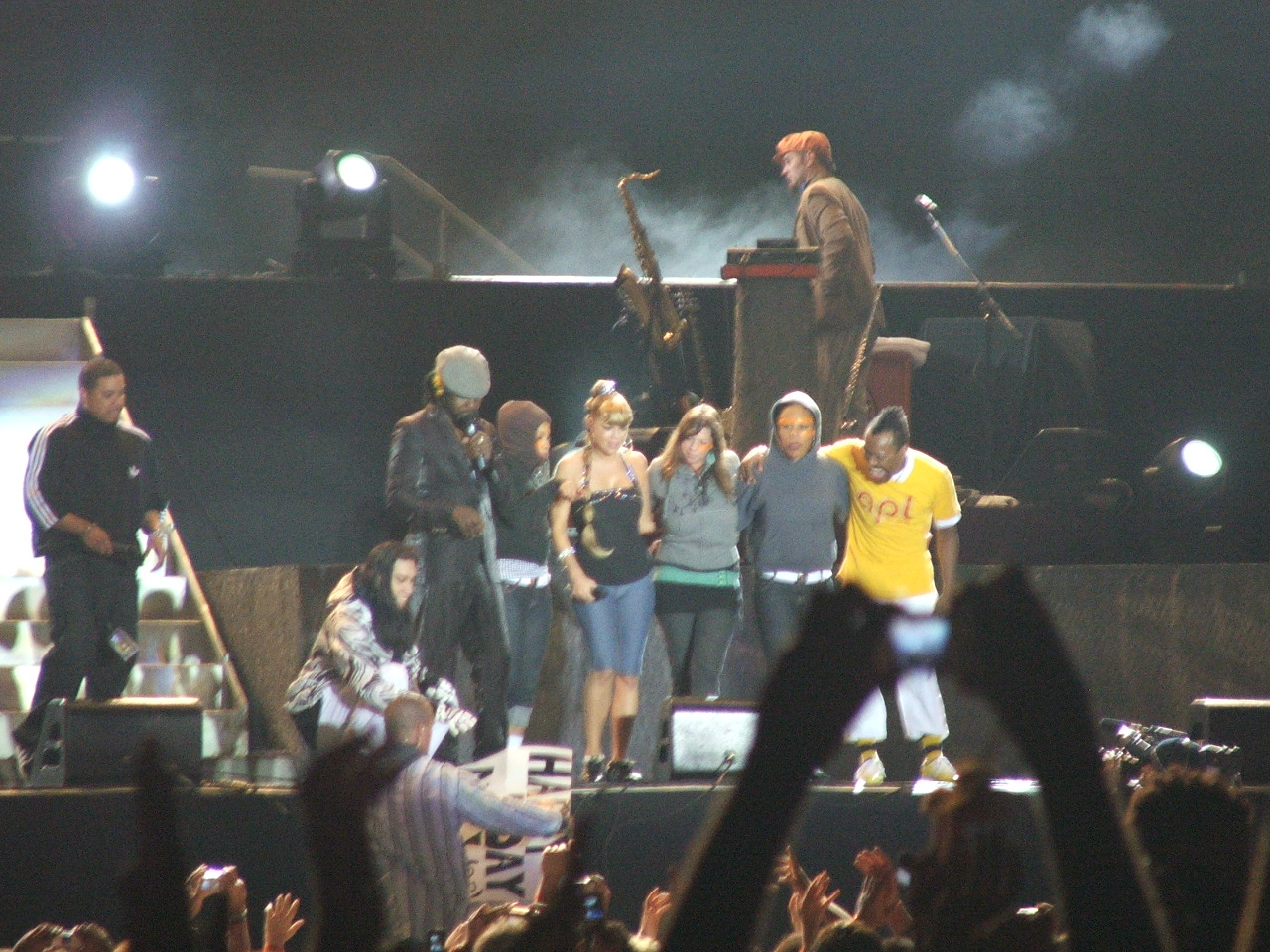
A banda Black Eyed Peas alcançaram o topo com três singles, ficando treze semanas do ano em primeiro. Foi "Boom Boom Pow" que mais semanas se manteve no topo.

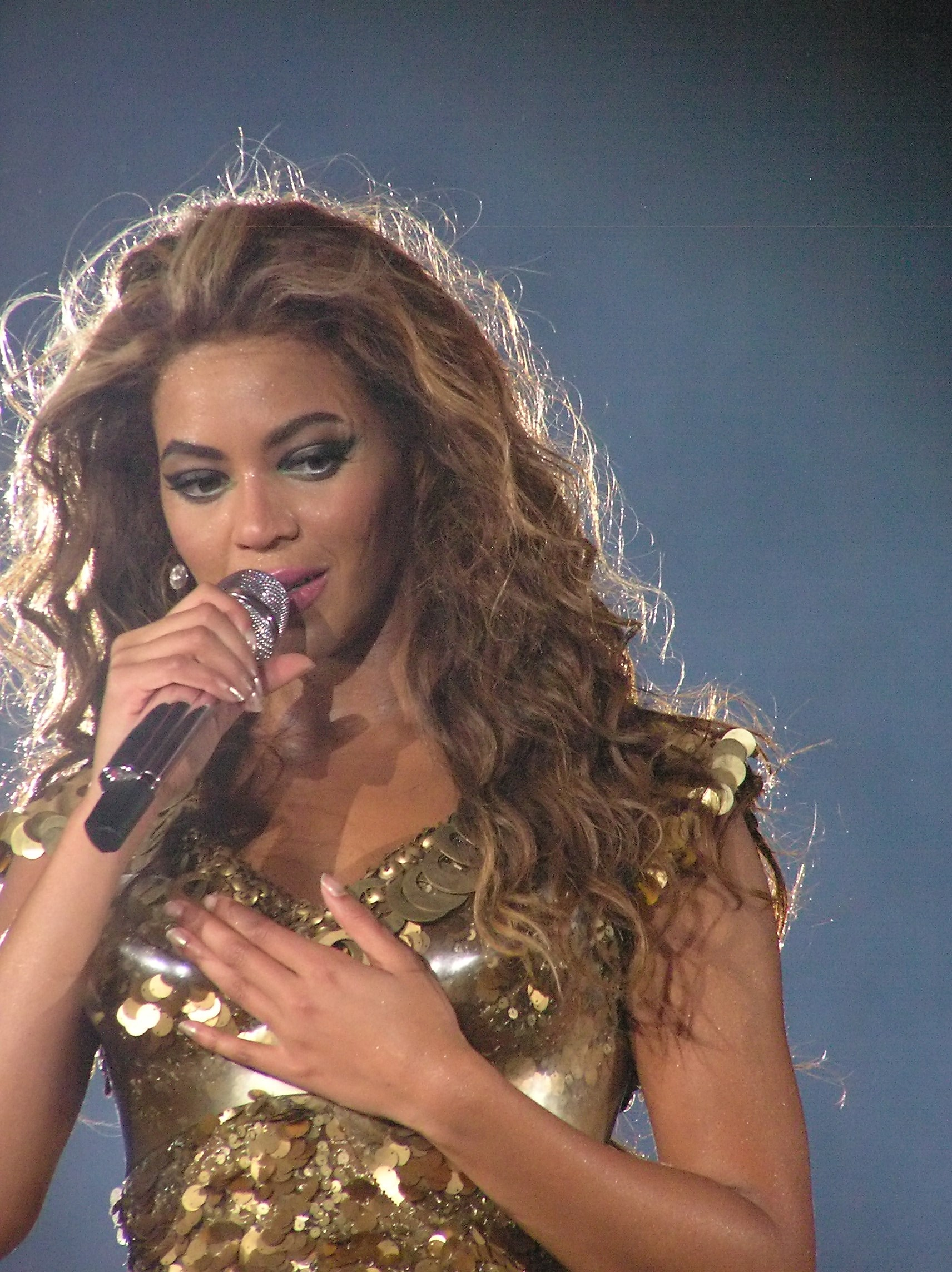
Beyoncé (na foto) e Rihanna foram as cantoras que mais vezes alcançaram o topo, cada uma com cinco semanas.

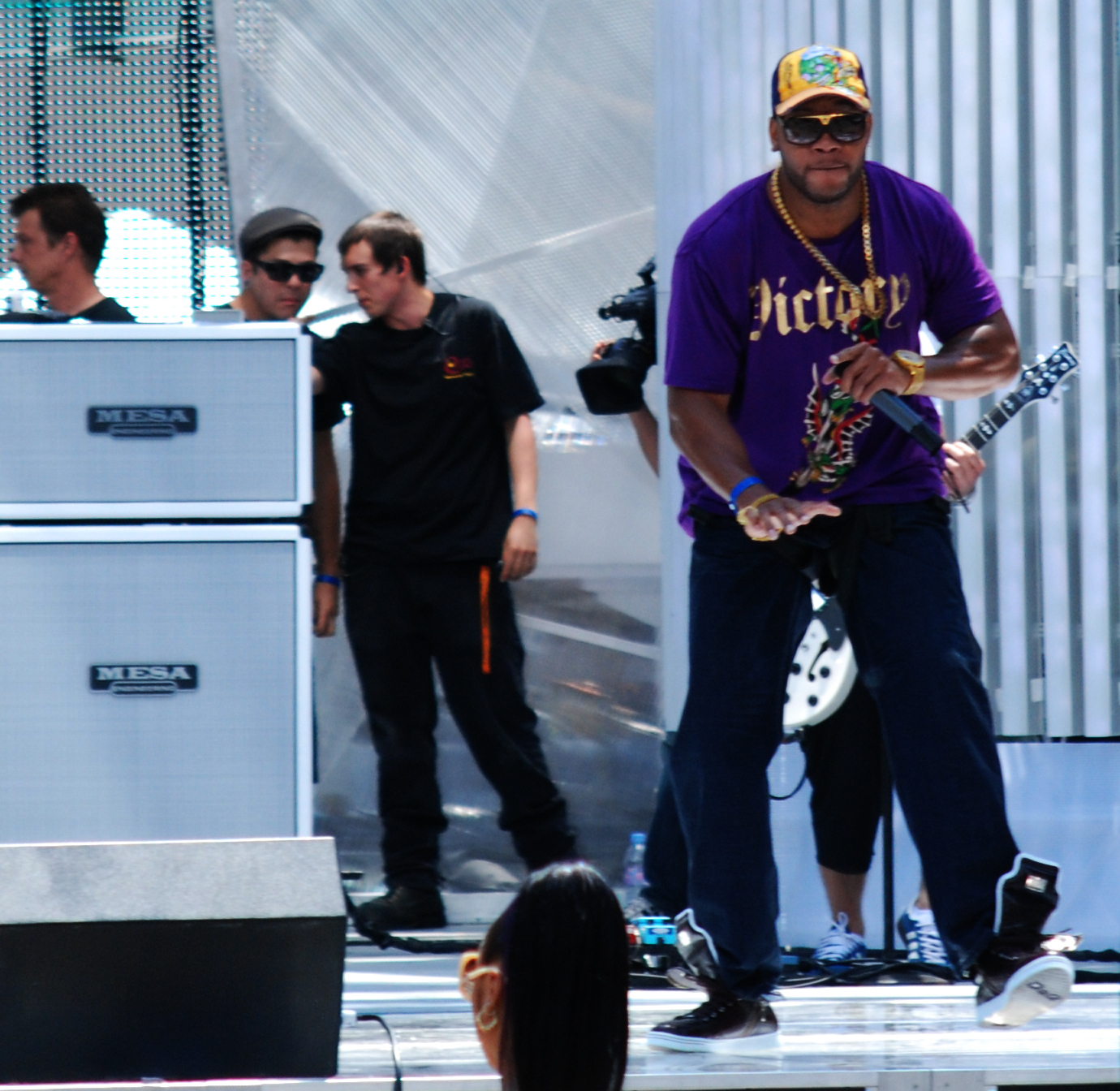
Flo Rida também alcançou cinco semanas no primeiro lugar, apenas com um single, "Right Round", com a participação de Ke$ha

Este anexo lista as canções que alcançaram a primeira posição na UK R&B Chart, no ano de 2009.
| Data               | Canção                             | Artista                            | Melhor posição na UK Singles Chart |
| ------------------ | ---------------------------------- | ---------------------------------- | ---------------------------------- |
| 4 de Janeiro       | "If I Were A Boy"(1)               | Beyoncé                            | 1                                  |
| 11 de Janeiro      | "If I Were A Boy"(1)               | Beyoncé                            | 1                                  |
| 18 de Janeiro      | "Single Ladies (Put a Ring on It)" | Beyoncé                            | 7                                  |
| 25 de Janeiro      | "Single Ladies (Put a Ring on It)" | Beyoncé                            | 7                                  |
| 1 de Fevereiro     | "Single Ladies (Put a Ring on It)" | Beyoncé                            | 7                                  |
| 8 de Fevereiro     | "Crack a Bottle"                   | Eminem, Dr. Dre & 50 Cent          | 4                                  |
| 15 de Fevereiro    | "Crack a Bottle"                   | Eminem, Dr. Dre & 50 Cent          | 4                                  |
| 22 de Fevereiro    | "T-Shirt"                          | Shontelle                          | 6                                  |
| 1 de Março         | "Dead and Gone"                    | T.I. com Justin Timberlake         | 4                                  |
| 8 de Março (2)     | "Right Round"(1)                   | Flo Rida com Ke$ha                 | 1                                  |
| 15 de Março        | "Right Round"(1)                   | Flo Rida com Ke$ha                 | 1                                  |
| 22 de Março        | "Right Round"(1)                   | Flo Rida com Ke$ha                 | 1                                  |
| 29 de Março        | "Right Round"(1)                   | Flo Rida com Ke$ha                 | 1                                  |
| 5 de Abril         | "Right Round"(1)                   | Flo Rida com Ke$ha                 | 1                                  |
| 12 de Abril        | "Love Sex Magic"                   | Ciara com Justin Timberlake        | 5                                  |
| 19 de Abril        | "Love Sex Magic"                   | Ciara com Justin Timberlake        | 5                                  |
| 26 de Abril (2)    | "Number 1" (1)                     | Tinchy Stryder com N-Dubz          | 1                                  |
| 3 de Maio (2)      | "Number 1" (1)                     | Tinchy Stryder com N-Dubz          | 1                                  |
| 10 de Maio (2)     | "Number 1" (1)                     | Tinchy Stryder com N-Dubz          | 1                                  |
| 17 de Maio (2)     | "Boom Boom Pow"(1)                 | Black Eyed Peas                    | 1                                  |
| 24 de Maio         | "Boom Boom Pow"(1)                 | Black Eyed Peas                    | 1                                  |
| 31 de Maio         | "Boom Boom Pow"(1)                 | Black Eyed Peas                    | 1                                  |
| 7 de Junho (2)     | "Boom Boom Pow"(1)                 | Black Eyed Peas                    | 1                                  |
| 14 de Junho        | "Boom Boom Pow"(1)                 | Black Eyed Peas                    | 1                                  |
| 21 de Junho        | "Boom Boom Pow"(1)                 | Black Eyed Peas                    | 1                                  |
| 28 de Junho        | "Boom Boom Pow"(1)                 | Black Eyed Peas                    | 1                                  |
| 5 de Julho         | "Man in the Mirror"                | Michael Jackson                    | 2                                  |
| 12 de Julho        | "Man in the Mirror"                | Michael Jackson                    | 2                                  |
| 19 de Julho (2)    | "Beat Again" (1)                   | JLS                                | 1                                  |
| 26 de Julho (2)    | "Beat Again" (1)                   | JLS                                | 1                                  |
| 2 de Agosto (2)    | "I Gotta Feeling" (1)              | Black Eyed Peas                    | 1                                  |
| 9 de Agosto (2)    | "Never Leave You" (1)              | Tinchy Stryder com Amelle Berrabah | 1                                  |
| 16 de Agosto (2)   | "I Gotta Feeling"(1)               | Black Eyed Peas                    | 1                                  |
| 23 de Agosto       | "I Gotta Feeling"(1)               | Black Eyed Peas                    | 1                                  |
| 30 de Agosto       | "I Gotta Feeling"(1)               | Black Eyed Peas                    | 1                                  |
| 6 de Setembro (2)  | "Run This Town"(1)                 | Jay-Z, Rihanna e Kanye West        | 1                                  |
| 13 de Setembro     | "Run This Town"(1)                 | Jay-Z, Rihanna e Kanye West        | 1                                  |
| 20 de Setembro (2) | "Break Your Heart"(1)              | Taio Cruz                          | 1                                  |
| 27 de Setembro (2) | "Break Your Heart"(1)              | Taio Cruz                          | 1                                  |
| 4 de Outubro (2)   | "Break Your Heart"(1)              | Taio Cruz                          | 1                                  |
| 11 de Outubro (2)  | "Oopsy Daisy" (1)                  | Chipmunk                           | 1                                  |
| 18 de Outubro      | "Oopsy Daisy" (1)                  | Chipmunk                           | 1                                  |
| 25 de Outubro      | "Oopsy Daisy" (1)                  | Chipmunk                           | 1                                  |
| 1 de Novembro      | "Down"                             | Jay Sean                           | 3                                  |
| 8 de Novembro (2)  | "Everybody in Love" (1)            | JLS                                | 1                                  |
| 15 de Novembro (2) | "Meet Me Halfway" (1)              | Black Eyed Peas                    | 1                                  |
| 22 de Novembro     | "Meet Me Halfway" (1)              | Black Eyed Peas                    | 1                                  |
| 29 de Novembro     | "Watcha Say"                       | Jason Derülo                       | 3                                  |
| 6 de Dezembro      | "Russian Roulette"                 | Rihanna                            | 2                                  |
| 13 de Dezembro     | "Russian Roulette"                 | Rihanna                            | 2                                  |
| 20 de Dezembro     | "Russian Roulette"                 | Rihanna                            | 2                                  |
| 27 de Dezembro     | "Meet Me Halfway" (1)              | Black Eyed Peas                    | 1                                  |

Notas
- Nota 1: Também alcançou a primeira posição na UK Singles Chart.
- Nota 2: Foi simultaneamente número um na UK Singles Chart.